# Vicenç Orrit
Vicenç Orrit (nascut a Lleida, a mitjans del segle xv, mort a Barcelona l'1 de maig de 1525) fou un jurista, doctor en ambdós drets, advocat fiscal, conseller reial i assessor del Governador de Catalunya, Pere de Cardona.

## Biografia
Vicenç Orrit nasqué a Lleida vers mitjans del segle xv. Fou un membre de la mà major de la prohomenia lleidatana.Doctor en tots dos drets, es desconeixen els seus orígens familiars i la institució o escola on va adquirir els seus coneixements.
Vers el 1485, Vicenç Orrit va contraure matrimoni amb Miquela Pagès, filla de Joan Pagès, prohom de l'Estudi General i procurador de l'hospital de Santa Maria de Lleida. Van tenir almenys dues filles, Isabel i Anna Elionor.
Del 1487 fins al 1491 exerceix com a assessor de la Inquisició en diversos casos a Osca i Montsó, activitat que compaginava amb la càtedra de Prima de la facultat de Cànons de l'Estudi General de Lleida. El març de 1489 va deixar l'Estudi General abans d'acabar el període lectiu per "rao dels negocis qui comesos li son per lo senyor Rey".
Va participar en les Corts de 1493 celebrades al monestir de Santa Anna de Barcelona en qualitat de síndic de la universitat de Lleida pel braç reial. El 1497 va jurar com a diputat, fins al novembre de 1501 que és anomenat doctor del Consell Reial, Durant aquest període apareix nombroses vegades anomenat als dietaris de la Generalitat de Catalunya.
Va traslladar la seva residència a Barcelona on, que sapiguem, va viure al carrer de la riera de Sant Joan (1507) i al carrer del Forn d'en Ripoll (fogatge de 1516).
Fou doctor del Consell Reial, relator de la Reial Audiència, advocat fiscal, conseller reial en causes civils i criminals, regent la Tresoreria, regent la Cancelleria i assessor del governador, Pere de Cardona amb altres doctors de la Rota, entre ells Miquel Mai.
Encara que no tenim cap tractat escrit per ell, jurístes de la talla de Joan Pere Fontanella, Joan Pau Xammar, Miquel de Cortiada, Josep Ramon i d'altres van comentar i publicar les seves decisions i deliberacions. Va morir a Barcelona el primer dia del mes de maig de 1525.